# MAX IV

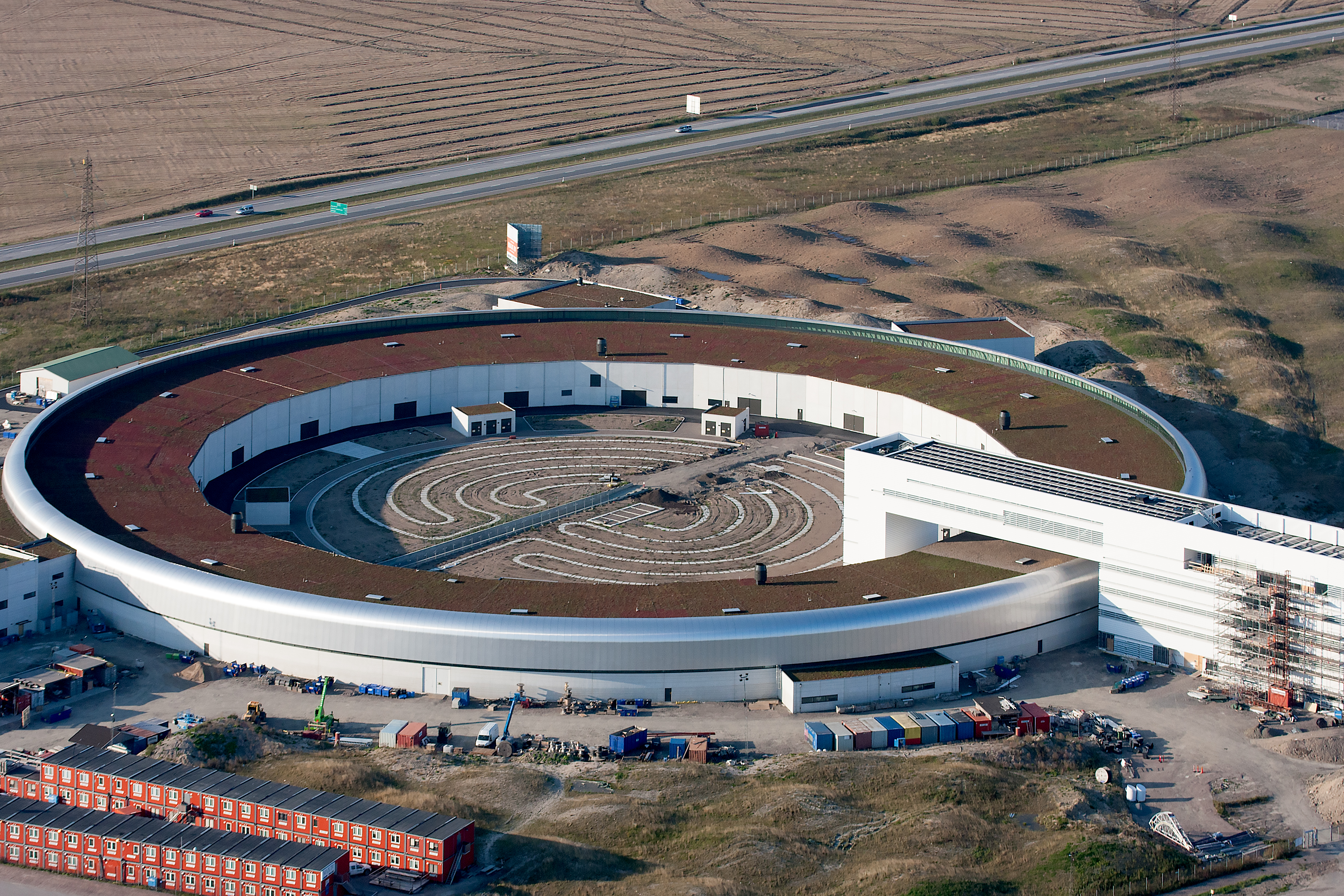
隆德MAX IV同步光源实验室2014年9月，摄影：David Castor

MAX IV 是一座借助同步辐射，研究粒子加速物理的瑞典国家实验室。实验室坐落于隆德，隶属于隆德大学，于2016年6月
开始运行，将于2026年全面完工。预计每年将会有3000来自世界各地的研究人员，在这里从事物理，化学，生物，医药和材料科学研究。2009年4月27日，隆德大学、瑞典科学委员会、斯科讷地区、瑞典工业部创新发展局、克努特与艾利斯·瓦伦堡基金会基金会和全国12所大学合资建设MAX四期。工程于2010年
在隆德东北破土动工，并于2016年6月21日竣工。
现在已经建成的实验室包括一个周长为528米的存储环，3GeV电子能量，面向硬X射线用户，另一个周长96米的存储环，1.5GeV电子能量
，面向软X射线以及紫外线用户。一个线性电子加速器持续为两个存储环加注电子束，并同时为短频实验室提供加速和压缩的电子束。电子束由直线加速器生成，加速并传送到存储环里，再由存储环的多频带宽消色差透镜，生成同步电子束，为各种科学实验所用。

## MAX I
MAX I 是实验室最早的存储环，周长32.4米。建于1986年，位于隆德工学院机械楼。出于当时的需求，同步电子束源于双极
磁铁，用于原子物理实验的电子频率放大器。

## MAX II
MAX II 存储环周长90米，建于1996年，生成的电子束面向紫外线和软X光射线用户。利用超导材料，可以生成硬X射线。

## MAX III
MAX III 存储环周长36米，建于2007年，主要面向紫外线用户。有效利用MAX I的钢管，并使用了全新的磁铁技术，为MAX IV打下了技术
基础。
| 参数         | 单位       | 值      |
| ------------ | ---------- | ------- |
| 电子能量     | 十亿福特   | 3.0     |
| 周长         | 米         | 528     |
| 最高环绕电流 | 毫安       | 500     |
| 主要频率     | 百万赫兹   | 99.931  |
| 直线结构     | 个         | 20/19   |
| 输入方式     | 持续不间断 |         |
| 垂直辐射     | 皮米       | 2-8     |
| 平行辐射     | 皮米       | 200-300 |